# Отрадное (Иссык-Кульская область)
Отрадное — село в Ак-Суйском районе Иссык-Кульской области Кыргызстана. Административный центр Отрадненского аильного округа. Код СОАТЕ — 41702 205 835 01 0.

## Население
По данным переписи 2009 года, в селе проживало 1842 человека.